# كوين جورتميكر
كوين جورتميكر (بالهولندية: Coen Gortemaker)‏ (29 يناير 1994 بأنسخديه في هولندا - ) هو لاعب كرة قدم هولندي في مركز الدفاع. لعب مع تفينتي أنشخيدة وهيراكليس ألميلو وJong FC Twente ‏.

## وصلات خارجية
- كوين جورتميكر على موقع قاعدة بيانات كرة القدم.إي يو (الإنجليزية)
- كوين جورتميكر على موقع Soccerway.com (الإنجليزية)
- كوين جورتميكر على موقع عالم كرة القدم.نت (الإنجليزية)